# Berlinerbol

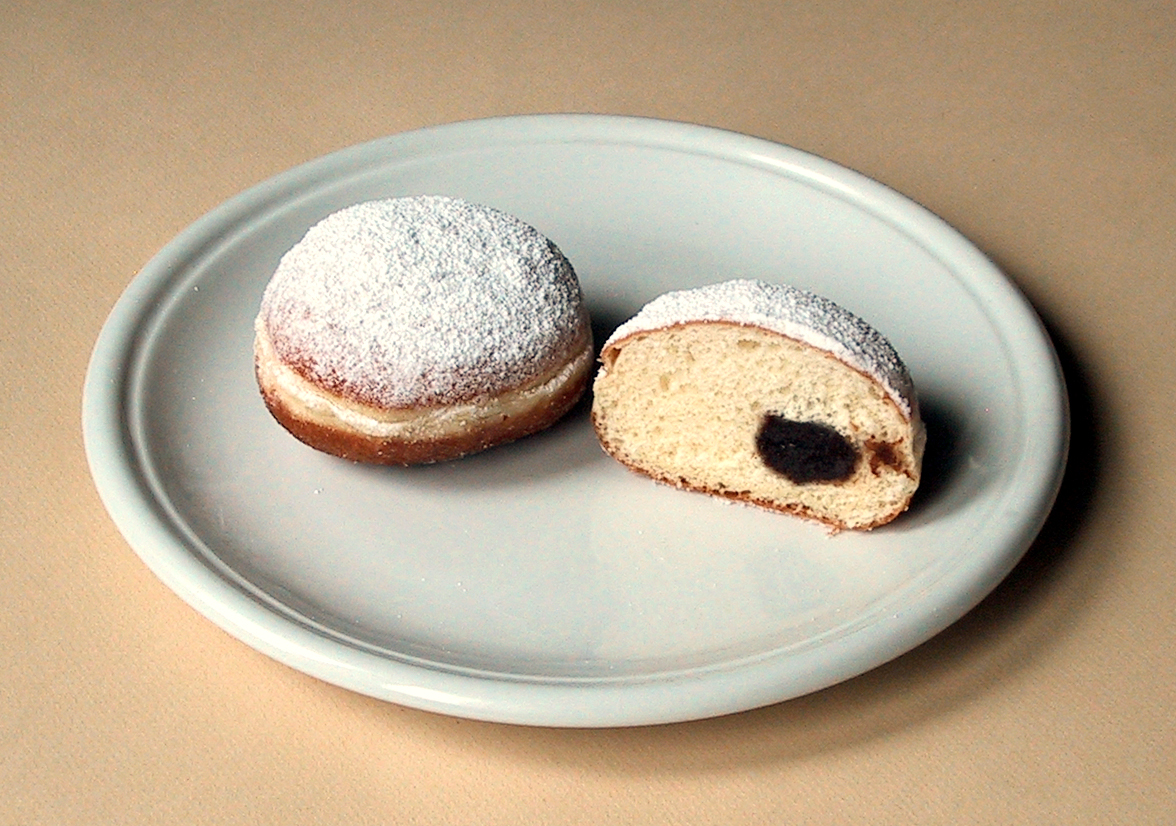
Berlijnse bollen met pruimenconfituur

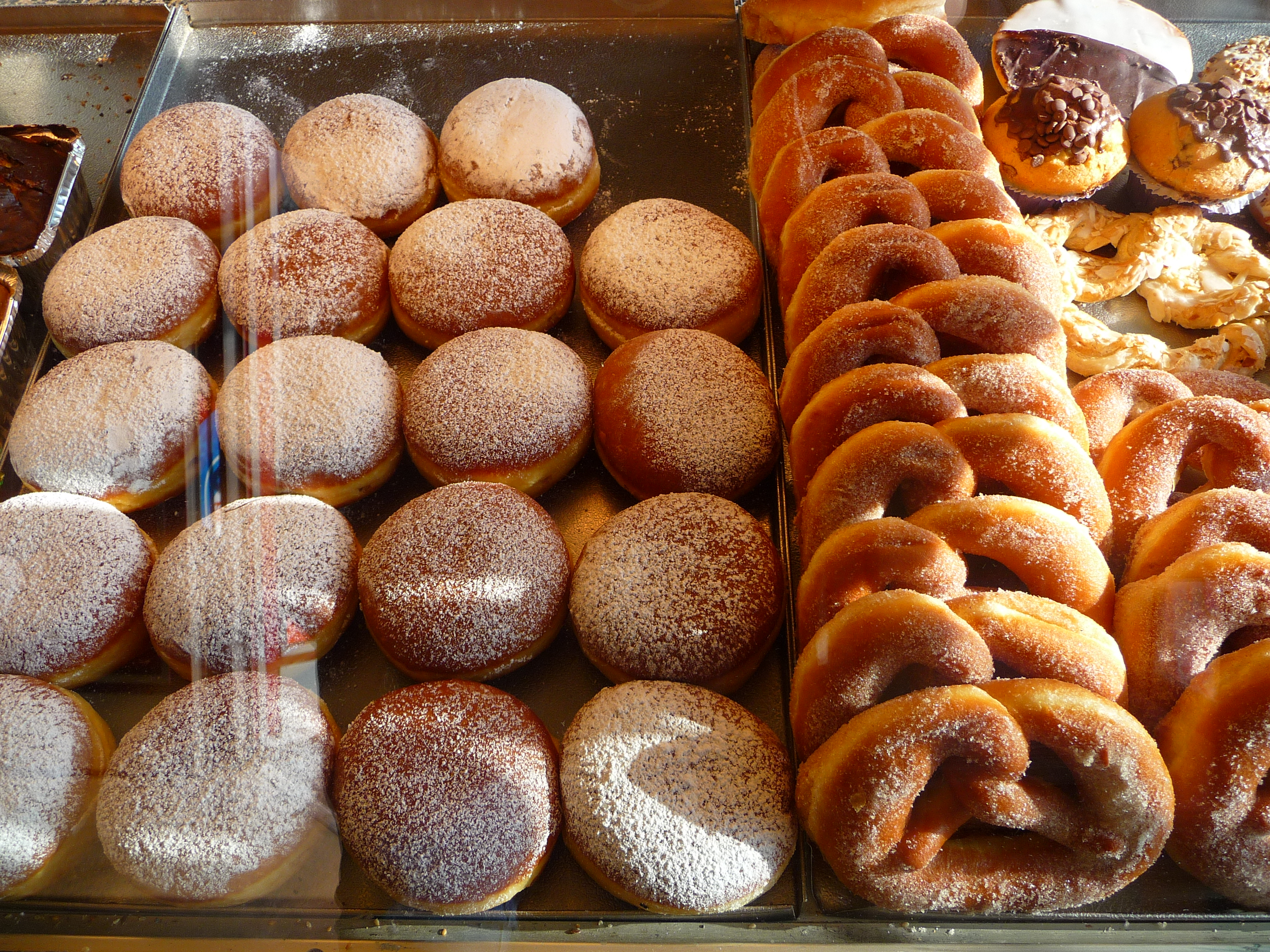
Berlinerbollen (links) en nonnevotten

Berlinerbollen, Berlijnse bollen,  Berliner bollen of Boules de Berlin (vooral in Vlaanderen gangbaar) zijn ronde lekkernijen die van gefrituurd gistdeeg gemaakt zijn en met banketbakkersroom of confituur worden gevuld. Ook veel Duitsers kennen het gebak  als Berliner, behalve in Saksen en in Berlijn zelf, waar ze Pfannkuchen (letterlijk: "pannenkoeken") worden genoemd en in Zuid-Duitsland, waar ze Krapfen heten. Deze laatste naam wordt ook in Oostenrijk en Italië gebruikt. De Joodse keuken kent soefganiot, die sterk op Berlinerbollen lijken. Zij worden speciaal met Chanoeka gegeten omdat ze in olie bereid worden, als herinnering aan het wonder van de olie.
Tijdens de Eerste Wereldoorlog werden deze bollen in België niet Berlijnse Bollen maar Boules de l'Yser (Bollen van de IJzer) genoemd, naar de rivier de IJzer waarachter het Belgische leger zich teruggetrokken had.

## Bereiding
De meeste varianten worden gemaakt van bloem, lauw water, gist, melk, suiker, eieren, boter en zout. Deze ingrediënten worden gemengd en gekneed, waarna het deeg een halfuurtje moet rijzen. Hiervan worden bolletjes gemaakt die tien minuten worden gebakken in olie van 160°C. De vulling wordt soms voor het bakken ingebracht maar meestal pas erna. Op de bol komt poedersuiker met soms wat kaneel.

## Trivia
- De Amerikaanse president John F. Kennedy gebruikte in een van zijn toespraken de woorden "Ich bin ein Berliner". Volgens een broodjeaapverhaal versprak hij zich daarmee en zei hij eigenlijk "ik ben een Berlinerbol". Hij had "Ich bin Berliner" (zonder lidwoord) moeten zeggen. Duitse taalkundigen wijzen dit echter van de hand.

## Gelijksoortig gebak
- Bagel
- Beignet
- Donut
- Roombroodje
- Pączek